# Inmigración uzbeka en los Estados Unidos
Los estadounidenses uzbekos son los uzbekos que han inmigrado a los Estados Unidos, o los inmigrantes uzbekos con tarjetas de residencia que en su mayoría reciben por lotería.

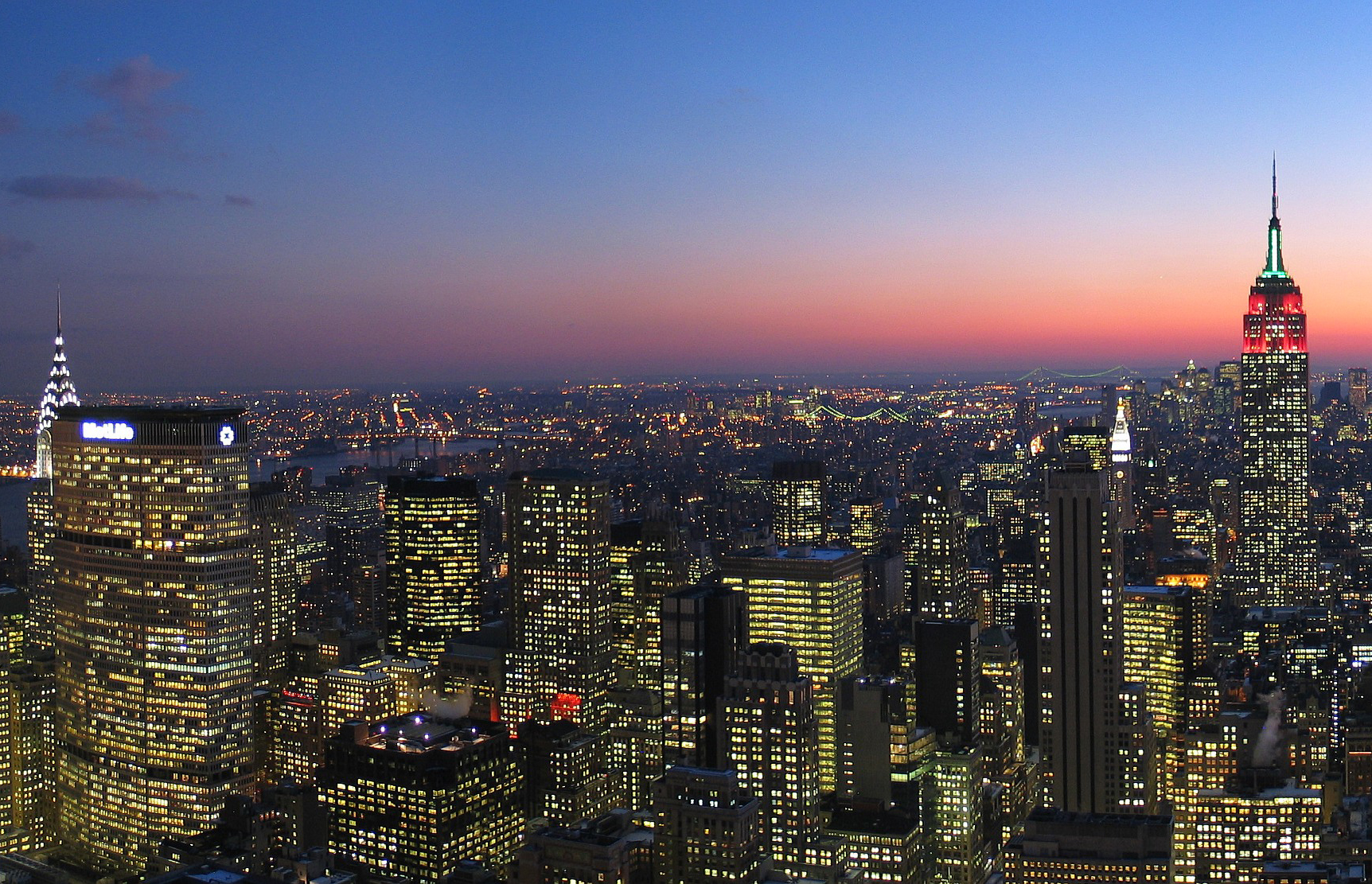
El área metropolitana de la ciudad de Nueva York, que incluye Brooklyn y Queens en la ciudad de Nueva York y Fair Lawn en el condado de Bergen, Nueva Jersey, alberga, con mucho, la población uzbeka más grande de los Estados Unidos. Otras grandes poblaciones de Uzbekistán se concentran principalmente en Texas. San Antonio y Houston tienen la población uzbeka más grande de Texas, pero Dallas y Austin también tienen una población de tamaño considerable.

## Historia
Desde finales de la década de 1950, más de 1.000 familias uzbekas emigraron a los Estados Unidos, según datos no oficiales. El primero de ellos procedía de Europa, pero desde mediados de los sesenta procedían principalmente de Turquía y, en menor medida, de Arabia Saudita y otros lugares.
Según la Oficina de Estadísticas de Asuntos Consulares del Departamento de Estado de los Estados Unidos. 56,028 familias obtuvieron visas a través del programa de lotería DV entre 1996 y 2016.
Una ola de inmigrantes uzbekos a Estados Unidos se instaló en el país en la década de 1980, debido a la invasión soviética de Afganistán. Desde principios de la década de 1990 hasta la actualidad, la mayoría de los uzbecos que emigran van a los Estados Unidos.

## Demografía
Cada año, entre 6.000 y 7.800 uzbekos ganan la lotería de la tarjeta verde. Por lo tanto, más de 20.000 personas de etnia uzbeka son ciudadanos de los Estados Unidos en la actualidad. Los mayores porcentajes de uzbekos viven principalmente en Nueva York, San Antonio, Houston, Filadelfia y Nueva Jersey, y su población crece rápidamente, particularmente en los distritos de Brooklyn y Queens en la ciudad de Nueva York y en el norte de Nueva Jersey. Sin embargo, se pueden encontrar grupos más pequeños de estadounidenses uzbecos en otras áreas metropolitanas estadounidenses importantes, como Chicago, Cleveland y Pittsburgh. Los años de 2012 y 2013 tuvieron la mayor migración de uzbekos a los Estados Unidos en la historia, mucho más que los 1,000–1,800 ganadores de la lotería de tarjetas verdes que se establecieron originalmente.
La mayoría de los migrantes uzbekos se dedican a los negocios y la ciencia, y trabajan en diversas instituciones y empresas. Parte de la diáspora uzbeka está involucrada en oficinas gubernamentales, escuelas y universidades del país, así como en áreas como defensa, aviación y medicina. Algunos representantes de la diáspora uzbeka ocupan altos cargos ejecutivos en varios estados de Estados Unidos.

## Organizaciones

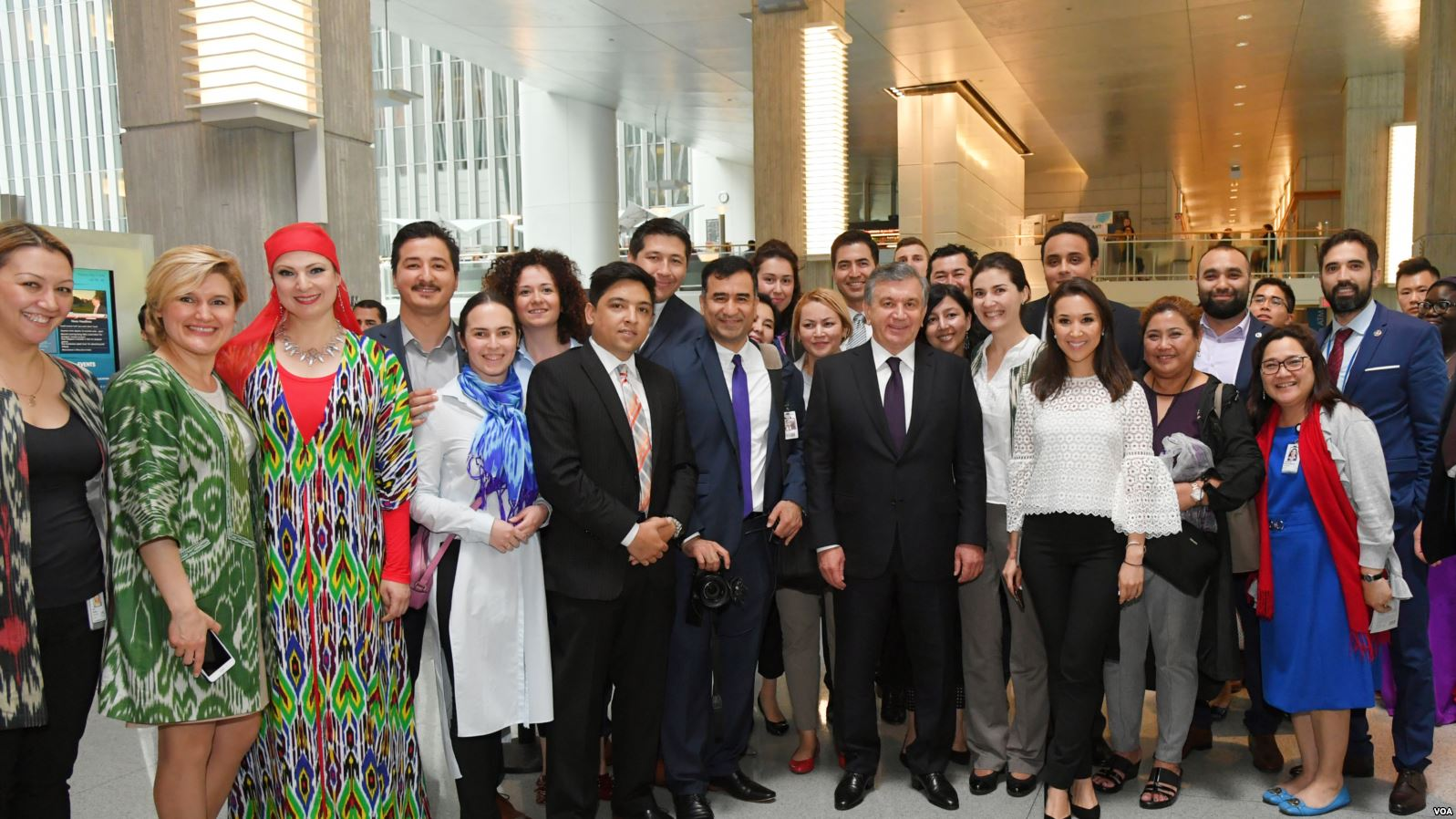
El presidente uzbeko, Shavkat Mirziyoyev, con miembros de la diáspora uzbeka en los Estados Unidos.

Al igual que con otros grupos étnicos en los Estados Unidos, los estadounidenses de Uzbekistán también tienen varias asociaciones culturales. La Fundación de Asia Central, establecida en julio de 2015, es una organización sin fines de lucro que promueve el bienestar social de sus miembros mediante el desarrollo y fomento de la conciencia y las relaciones culturales y sociales entre las comunidades de Estados Unidos y Asia Central en los Estados Unidos.
Por otra parte, a partir del 13 de diciembre de 1958, los uzbekos residentes en los Estados Unidos formaron la Asociación "Turquestán-América" en Filadelfia, que se unieron a los ciudadanos del antiguo Turquestán soviético residentes en los Estados Unidos, aprovechando el creciente número de inmigrantes de origen centroasiático en los Estados Unidos. Según la ley federal, la Asociación estadounidense registró por primera vez en Filadelfia y, más tarde (en 1961), se registró en Nueva York.